# Carpathica wirthi
Carpathica wirthi is een slakkensoort uit de familie van de Oxychilidae. De wetenschappelijke naam van de soort is voor het eerst geldig gepubliceerd in 1971 door Forcart.